# Henry McMahon
Arthur Henry McMahon (28 novembre 1862 – 29 dicembre 1949) è stato un militare britannico, funzionario e diplomatico.

## Biografia
Il tenente colonnello Sir Arthur Henry McMahon, GCMG, GCVO, KCIE, CSI fu un diplomatico e un ufficiale dell'Esercito indiano britannico, nel quale servì come alto commissario in Egitto dal 1915 al 1917. Fu anche un alto funzionario dell'India britannica e fu due volte commissario capo del Balochistan. McMahon è noto tra gli storici per la corrispondenza che ebbe con lo sceriffo della Mecca al-Husayn ibn ʿAlī, che poi proclamò la rivolta araba contro l'Impero ottomano nel corso del primo conflitto mondiale, come pure per la cosiddetta linea McMahon tracciata tra il Tibet e l'India, che provocò più tardi un conflitto armato.
Compì gli studi dapprima a Haileybury e quindi nella Reale accademia militare di Sandhurst, McMahon ricevette i gradi di tenente nell'Indian Staff Corps nei tardi anni ottanta del XIX secolo e fu nominato CIE nel 1894; nel 1897 fu promosso capitano e nominato CSI in quello stesso anno. Fu promosso maggiore nel 1901 e gli fu attribuito l'Ordine dell'Impero Indiano (KCIE) nel 1906, prima di essere promosso al grado di tenente colonnello nel 1909.
Nel 1911, in occasione del Durbar di Delhi, fu insignito dell'Ordine Reale Vittoriano (GCVO) e fu nominato alto commissario in Egitto nel 1914. Nel 1915 ricevette l'onorificenza di cavaliere di grazia dell'Ordine di San Giovanni (KStJ) e l'anno dopo entrò a far parte dell'Ordine di San Michele e San Giorgio (GCMG), al momento del suo ritiro dai ranghi dell'esercito indiano. Nel 1920 ricevette l'Ordine di El Nahda (Risorgimento) di 1ª classe dal re del Hegiaz. Nel 1925 fu insignito del cavalierato di giustizia dell'Ordine di San Giovanni.

## Titoli
- 1882-1894: tenente Arthur Henry McMahon
- 1894-1895: tenente Arthur Henry McMahon, CIE
- 1895-1897: capitano Arthur Henry McMahon, CIE
- 1897-1901: capitano Arthur Henry McMahon, CSI, CIE
- 1901-1906: maggiore Arthur Henry McMahon, CSI, CIE
- 1906-1909: maggiore Sir Arthur Henry McMahon, KCIE, CSI
- 1909-1911: tenente colonnello Sir Arthur Henry McMahon, KCIE, CSI
- 1911-1916: tenente colonnello Sir Arthur Henry McMahon, GCVO, KCIE, CSI
- 1916-1949: tenente colonnello Sir Arthur Henry McMahon, GCMG, GCVO, KCIE, CSI